# Leon Clore
Leon Clore (* 9. Juli 1918 in Brighton; † 9. Februar 1992 in London) war ein britischer Filmproduzent, der überwiegend an Dokumentarfilmen oder Kurzfilmen mitwirkte.

## Karriere
Clores Filmkarriere begann als erster Regieassistent bei dem britischen Film The Silver Darlings im Jahr 1947. Bis zum Jahr 1951 arbeitete er in verschiedenen Tätigkeiten beim Filmstab mit. Als Filmproduzent trat er 1951 das erste Mal in Erscheinung, dabei war er für den Dokumentarkurzfilm Sonntag am Meer verantwortlich. Für den Dokumentarfilm Die Bezwingung des Everest erhielt er mit seinen Kollegen John Taylor und Grahame Tharp bei der Oscarverleihung 1954 eine Oscarnominierung in der Kategorie „Bester Dokumentarfilm“. Die Auszeichnung nahmen aber James Algar und Walt Disney für ihren Beitrag Die Wüste lebt entgegen. Als Executive Producer wirkte er 1957 zum ersten Mal bei einem Spielfilm mit, der in Deutschland unter dem Titel In letzter Stunde veröffentlicht wurde. Im Jahr 1958 wirkte er als Produzent bei dem Abenteuerfilm Virgin Island von Pat Jackson und mit John Cassavetes und Sidney Poitier in den Hauptrollen mit. 1966 wurde die Filmkomödie Protest mit David Warner und Vanessa Redgrave in den Hauptrollen veröffentlicht, 1969 erschien die Komödie All Neat in Black Stockings mit Victor Henry in Hauptrolle sowie das Filmdrama Die Geliebte des französischen Leutnants von Karel Reisz mit Meryl Streep in der Hauptrolle, welches 1981 erschien, war Clore als Produzent verantwortlich.
Seine letzte Beteiligung im Filmgeschäft war bei dem Dokumentarkurzfilm Your Degree and the Royal Navy? im Jahr 1986. Am Ende seiner Karriere wirkte Leon Clore bei über 50 Filmen mit.

## Privat
Leon Clore wurde am 9. Juli 1918 geboren. Er war der Neffe von Sir Charles Clore, dessen Stiftung ermöglichte dem Tate Britain der Clore Gallery den Nachlass von William Turner angemessen zu präsentieren. Clore starb am 9. Februar 1992 im Alter von 73 Jahren an den folgen von Krebs in London.

## Filmografie (Auswahl)
- 1951: Sonntag am Meer (Sunday by the Sea, Dokumentarkurzfilm)
- 1953: Die Bezwingung des Everest (The Conquest of Everest, Dokumentarfilm)
- 1957: In letzter Stunde (Time Without Pity)
- 1958: Virgin Islands
- 1966: Protest (Morgan: A Suitable Case for Treatment)
- 1969: All Neat in Black Stockings
- 1981: Die Geliebte des französischen Leutnants (The French Lieutenant’s Woman)
- 1986: Your Degree and the Royal Navy? (Dokumentarkurzfilm)